# Охотничий шницель

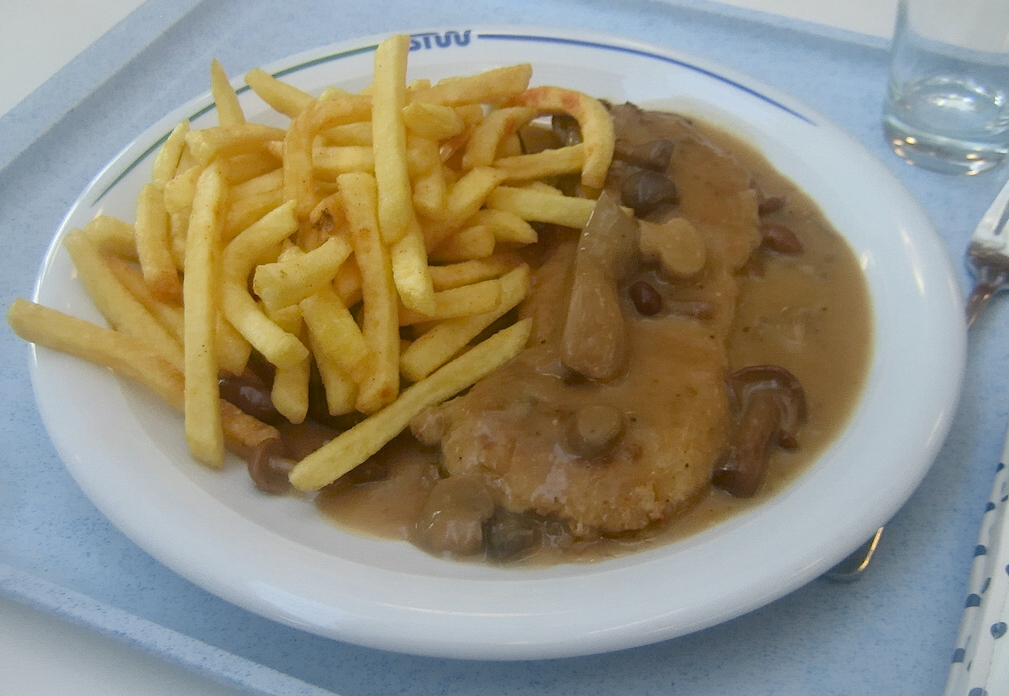
Шницель с охотничьим соусом и картофелем фри

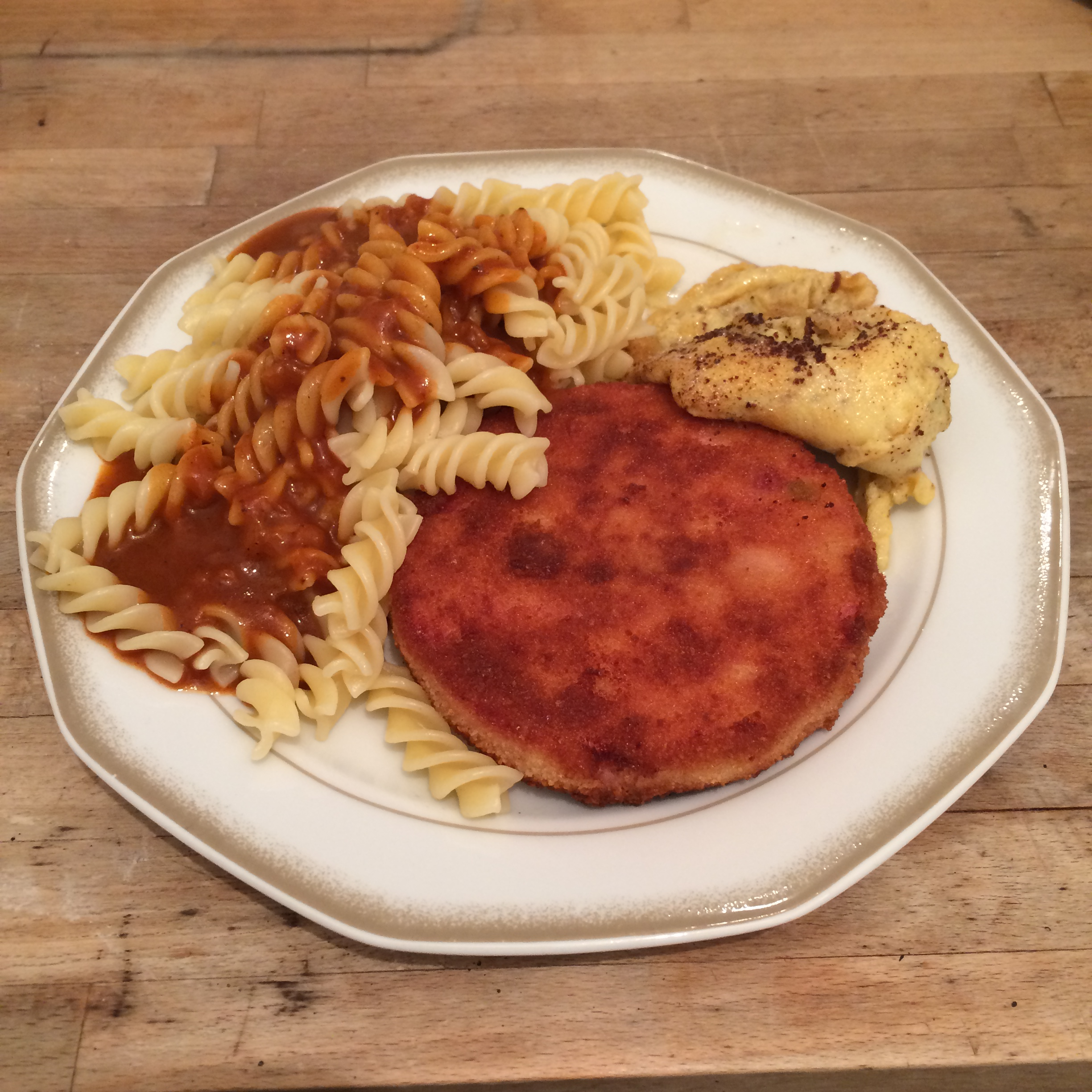
Гэдээровский «охотничий шницель» из варёной колбасы под томатным соусом

Охотничий шницель (е́гершницель, нем. Jägerschnitzel) — классическое блюдо немецкой кухни из жареной телятины или свинины под охотничьим соусом.
По классическому рецепту охотничьего шницеля телятину обжаривают в сливочном масле без панировки. Для приготовления соуса подрумяненный лук-шалот гасят белым вином и добавляют в коричневый соус, иногда с томатной пастой, в конце добавляют обжаренные шампиньоны, лисички и сморчки. В варианте рецепта со свининой соус готовят из сметаны с добавлением жареного лука, лисичек и паприки. Охотничий шницель обычно сервируют с картофелем фри, макаронами или рисом.
В немецкой региональной кухне времён ГДР охотничьим шницелем также называли блюдо из обжаренной в панировке варёной колбасы, обычно охотничьей, под томатным соусом. Такое блюдо часто подавали на обед в детских садах и школьных столовых.